# Japanska jabuka
Japanska jabuka (lat. Malus toringo; sinonimi: Malus sieboldii subsp. sieboldii, Malus ×floribunda, Malus floribunda), vrsta ukrasnog drveta ili grma iz roda jabuka, porodica ružovki, podrijetlom iz istočne Azije. Ima nekočliko kultivara: ‘Frettingham’s Victoria’, ‘Hopa’, ‘Golden Hornet’.
Naraste do šest metara visine. Krošnja je široka; plodovi su maleni, promjera 1-2 cm, žute ili crvene boje, javljaju u kolovozu i prava su atrakcija za ptice koje se njima hrane.
Cvate početkom svibnja. Ružičasti cvjetovi su mirisni, postavljeni na dugim peteljkama, promjera oko 3 cm.
Po nekim izvorima posebna je vrsta ili hibrid, .
- M. ×floribunda, ilustracija
- M. ×floribunda, stablo u cvatu
- M. ×floribunda
- M. ×floribunda